# Lilieci, Ialomița
Lilieci este un sat în comuna Sinești din județul Ialomița, Muntenia, România.